# Kobylin
Kobylin è un comune urbano-rurale polacco del distretto di Krotoszyn, nel voivodato della Grande Polonia. Ricopre una superficie di 112,37 km² e nel 2004 contava 8 022 abitanti.